# Lennart Eliasson (1914–1992)
Lennart Sixten Eliasson, född 3 september 1914 i Markaryd, död 2 maj 1992 i Tullstorps församling i Malmöhus län, var en svensk stadsfiskal och länsåklagare, svensk politiker (folkpartist).
Under 1951 ledde han blixtrazzior mot sockerpillerfabrikanter, som tillverkade sockerpiller åt homeopater. Efter det första tillslaget motiverade han insatsen med "Jag tycker inte om att folk ska betala två kr för en fem-öres sockerkaramell".
Som stadsfiskal väckte han i början av 1952 vid Stockholms rådhusrätt åtal mot Folke Lundquist som grovt missbrukat sin ställning som rådman och förmyndare. Rättegångarna slutade med fällande dom i Högsta domstolen. Eliasson var riksdagsledamot för Folkpartiet 1957–1958 i Stockholms stads valkrets i andra kammaren och var då suppleant i första lagutskottet. I riksdagen var han främst engagerad i rättsfrågor.

## Privatliv
Eliasson beskrevs som spensligt byggd, med en skenbar sävlighet som dolde en terrierlik envishet och snärtig replik. Gift med Stina Eliasson, dottern Eva (kallad Fia-lotta) född 1950.